# De corpore
De Corpore ("Sul corpo") è un trattato filosofico pubblicato nel 1655 da Thomas Hobbes che, insieme al De Cive e al De Homine, fa parte della più ampia raccolta Elementi di filosofia.
La tarda pubblicazione del De Corpore (fu scritto infatti 10 anni prima nel 1645) fece in modo che l'opera fosse accolta negativamente dalla critica dell'epoca, in quanto l'approccio filosofico adottato presentava pochi elementi innovativi e appariva superato per i tempi.
La traduzione del De Corpore in inglese fu pubblicata nel 1656 e curata dallo stesso Hobbes.

## Contenuto
Nonostante il titolo dell'opera possa far pensare a un'opera che tratta di filosofia della natura, il De Corpore affronta ampie questioni filosofiche, che spaziano dalla scienza al concetto di sostanza. L'opera si divide infatti in quattro parti. La parte I tratta della logica secondo Hobbes, le parti II e III vertono sui così detti “corpi astratti”, che comprendono vari concetti scientifici e le basi della geometria, mentre nella parte IV il filosofo britannico analizza alcuni fenomeni naturali, illustrando alcune nozioni di fisica.
I capitoli che vanno dal 16 al 20 della parte III sono probabilmente i più densi di tutta l'opera. In essi, Hobbes illustra la sua visione della geometria, alla quale, citando le teorie di Galileo Galilei e Bonaventura Cavalieri, conferisce un fondamento cinematico. La geometria per Hobbes è dunque una “scienza del movimento” proprio come la matematica. In questi capitoli, il filosofo britannico tenta anche di offrire una soluzione al problema della quadratura del cerchio, che tuttavia si rivelò errata, a tal punto che lo storico contemporaneo Noel Malcolm definì le teorie matematiche di Hobbes "pasticciate".